# Ernesto Martínez
Ernesto Martínez, född 20 november 1951 i Matanzas, Kuba, död 7 januari 2007 i Pedro Betancourt, Kuba, var en kubansk volleybollspelare.
Martínez blev olympisk bronsmedaljör i volleyboll vid sommarspelen 1976 i Montréal.